# Ulrum
Ulrum – wieś w Holandii, w prowincji Groningen, w gminie De Marne. Miejscowość była siedzibą oddzielnej gminy do 1990 r., kiedy została połączona z gminami Eenrum, Kloosterburen oraz Leens, tworząc gminę De Marne.